# ياكوبو سانز أوفيخيرو
ياكوبو سانز أوفيخيرو (بالإسبانية: Jacobo Sanz) (مواليد 10 يوليو 1983 في بلد الوليد - إسبانيا) لاعب كرة قدم إسباني يلعب حاليا لصالح نادي الدرجة الأولى ريال بلد الوليد الإسباني منذ 2005 في مركز حارس مرمى .

## روابط خارجية
- ياكوبو سانز أوفيخيرو على موقع قاعدة بيانات كرة القدم.إي يو (الإنجليزية)
- ياكوبو سانز أوفيخيرو على موقع Soccerway.com (الإنجليزية)
- ياكوبو سانز أوفيخيرو على موقع كووورة
- ياكوبو سانز أوفيخيرو على موقع AS.com (الإسبانية)